# Castell de Móra
El castell de Móra és un antic edifici militar d'origen islàmic de Móra d'Ebre (Ribera d'Ebre) declarat bé cultural d'interès nacional. Està situat al nord del nucli urbà de la vila de Móra d'Ebre, a la part alta del nucli antic i al costat de la riba dreta del riu, amb una gran vista d'aquest i de tot l'entorn.

## Apunt històric
El castell està documentat des del 1060, quan el príncep d'Olèrdola l'atacà. Des de l'any 1174 fins al 1837 formava part de la baronia d'Entença, formada pels Castellvell, els Subirats-Sant Martí, els Entença, els Prades, els Cardona i els Medinaceli. És al segle xix quan el castell es veu destruït a poc a poc com a resultat del seu ús durant les guerres carlines. Actualment es conserven uns 350 m de muralla en bon estat, una torre, una gran terrassa, l'entrada i algunes dependències.
L'any 2002 l'ajuntament de Móra d'Ebre obrí el castell al públic durant l'estiu ja com a mirador. De 1980 fins avui, l'Associació d'Amics del Castell ha dut a terme múltiples obres de consolidació i recuperació. El gener de 2015, l'Ajuntament de Móra d'Ebre va signar l'acta de replanteig de la primera fase de les obres de protecció i estabilització dels talussos del penya.segat del castell. L'objectiu d'aquest projecte és solucionar els problemes de despreniments que es van produir al turó on està situat el castell i que van ocasionar danys als habitatges de la zona.

## Descripció
Es tracta de les restes del castell formades per un gran recinte de planta irregular emmurallat, i en part defensat pel mateix desnivell del terreny. En general, el recinte amida uns 110 metres de longitud de nord a sud i una amplada d'uns 35 metres d'est a oest. El recinte s'estructura en dos nivells, el sector oriental situat en un nivell inferior que el sector septentrional, on segurament es trobava la part més genuïna de la fortificació. De fet, el sector de llevant està delimitat per un flanc vertical i el riu Ebre. El sector de ponent i de migdia es troba anivellat respecte al paratge i carrer del Calvari, amb un pany de muralla força gruixut que uneix dues grans torres de planta circular, més la porta d'accés actual. Aquest pany de mur conserva alguns merlets.
Una de les torres presenta el basament atalussat, mentre que l'altra ha estat en gran part rehabilitada i s'identifica amb una torre fusellera, amb diverses espitlleres restituïdes en el parament. La porta és d'arc de mig punt, integrada en un pany de muralla restituït i amb diverses espitlleres a la part superior. Dins del recinte es localitza la presó, excavada al terreny natural de la zona. En el camí d'accés a la part superior del recinte es localitzen diverses estructures com escales i petites estances cobertes amb voltes de canó. En el recinte superior, de planta més o menys rectangular, es conserven alguns paviments i la porta antiga, en mal estat de conservació. També es conserven restes d'encaixos per bigues i diverses filades d'espitlleres. S'han localitzat cisternes durant les últimes campanyes d'excavació a la zona de l'albacar.
La construcció és bastida en pedra desbastada i sense treballar, lligada amb abundant morter. Determinats panys de mur conserven restes de revestiments arrebossats.

## Història

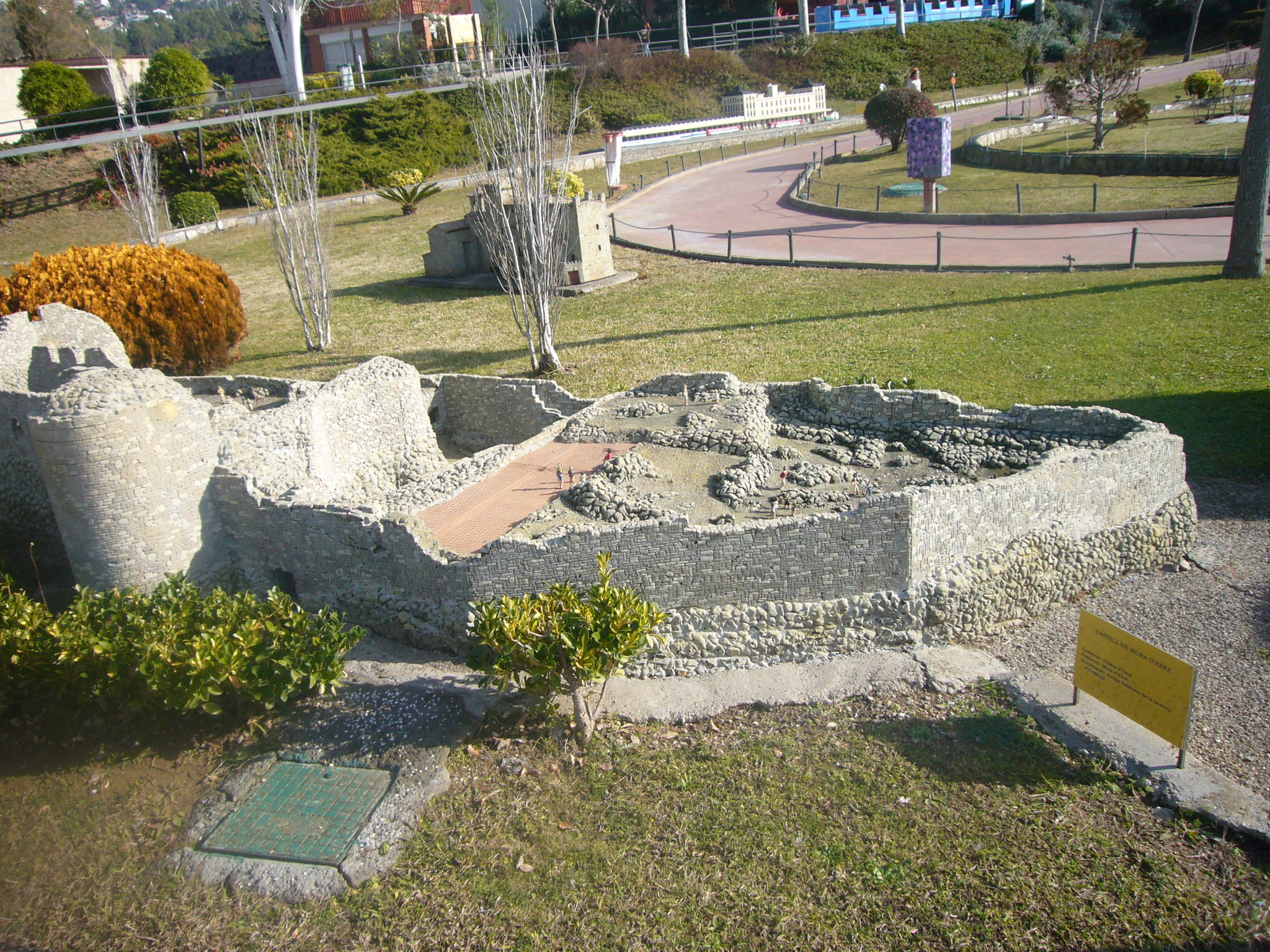
Maqueta a Catalunya en Miniatura del castell de Móra

El castell de Móra, d'origen andalusí, és documentat per primera vegada al voltant del 1060, quan el cavaller Mir Geribert, net del comte Borrell IV, va fracassar en l'intent de conquerir la fortalesa musulmana i va morir durant l'atac. L'any 1153, el castell de Móra va ser conquerit per l'exèrcit del comte de Barcelona Ramon Berenguer IV. El 1174 és documentat en una donació de diferents fortaleses de Tivissa, Garcia i Marça, i entre elles l'esmentat castell, del rei Alfons I a en Guillem de Castellvell.
Des de l'any 1174 fins al 1837 Móra d'Ebre i el seu castell, van formar part del territori senyorial conegut amb el nom de baronia d'Entença i del qual també hi van formar part, entre d'altres, els actuals municipis de Falset, Tivissa, Masroig, Marçà, Garcia, Móra la Nova, Pratdip, Guiamets i Vandellòs. En un principi aquest territori pertanyia a la família Castellvell però l'any 1242, amb el casament d'Alamanda de Castellvell amb Guillem d'Entença, totes les propietats passen a la família Entença. L'any 1313, tota la baronia d'Entença passà al comte de Prades, l'infant Ramon Berenguer, fill de Jaume II.
El primogènit del tercer Comte de Prades va morir abans que el seu pare i la baronia fou heretada el 1414 per la seva filla Joana de Prades que es va casar amb Joan Folc de Cardona i entroncà, d'aquest manera, la Baronia d'Entença amb el llinatge dels Cardona. A partir de la segona meitat del segle xvii el matrimoni de Catalina Antònia d'Aragó Folc de Cardona XIIa comtessa de Prades i XIXa senyora de la baronia d'Entença, amb Juan Francisco de la Cerda Enríquez de la Ribera, faria que la baronia passes a propietat de la castellana casa dels Medinaceli. Els següents propietaris de la baronia foren els Fernández de Córdoba i la mantingueren fins a l'abolició dels senyorius entre els anys 1837 i 1841 en que l'Estat Espanyol passà a ser senyor jurisdiccional.
Vers el segle xv el castell fou fortificat donat el conflicte de la guerra civil contra Joan II. Durant l'època moderna va patir diferents modificacions i reformes, a més de sofrí diferents atacs durant la guerra dels Segadors i la del Francès. En la Primera Guerra Carlina el castell fou repetidament assaltat i canvià de bàndol diversos cops, restant finalment molt malmès. Vers la fi del segle xix s'hi instal·là una caserna de la Guàrdia Civil a la zona est.
Per acabar, durant la Guerra Civil Espanyola del 1936 el castell fou fortificat de nou convertint-se en el centre de comandament i d'avituallament. A les acaballes de la guerra la seva ruïna era total. Als anys 80 del segle xx, es van fer els primers treballs de recuperació per part de l'associació Amics del Castell, encara que no es seguí una metodologia arqueològica apropiada. Entre el 28 de desembre de 1994 i el 4 de gener de 1995 es va realitzar un control arqueològic a la torre sud de planta rodona motivades per la intervenció arquitectònica en la consolidació d'aquesta donat que perillava i podia enderrocar-se fàcilment.
A conseqüència de les diferències modificacions i reformes al llarg de la història és difícil de fer-se una idea exacta de com era aquest castell en època medieval.